# Van de Kimmenade
De familie Van de Kimmenade is een Brabants geslacht waarvan een tak zich in de tweede helft van de twintigste eeuw ontwikkelde tot een van de bekendste textielfamilies in Noord-Brabant en Zuid-Limburg.
De naam Van de Kimmenade werd ook geschreven als Van (de) Kemenade, Van de Kimenade, Kimmena, Van Cemenaade, Van de Kemmenoij, Van Kimmenayen, Van (de) Kemenay, Van Kemenoijen, Van Ceemenade. De familie stamt af van Marten Jan Jaspers van Kemenade (Kemenoije) (overleden in 1700), die waarschijnlijk een zoon was van Jan Jaspers en Elisabeth van (de) Kemenade en derhalve (zo deze filiatie juist is) de naam van zijn moeder aannam. Genoemde Elisabeth van de Kemenade behoorde tot het geslacht van die naam dat aanvangt met Jan Denijs (Dionysius) (overleden in 1548), hopteler, in 1515 vermeld als Heilige Geestmeester te Gerwen; zijn zoon Peter Jan Denijs verwierf een boerderij met stookplaats (kemenade) nabij Son, naar wie de bezitters al snel Van de Kemenade genoemd werden.
Het Middelnederlands kemenade of kimmenade betekent 'kamer met stookplaats' en werd daarmee ook een synoniem voor een hofstede, (boeren)woning (vergelijk het Nederduits Kemna(h),  via het Frans cheminée afgeleid van het Latijn caminata (Italiaans: caminada). Oude vermeldingen van naamgenoten zijn Jan Keminade (1292), Willelmus de Caminata (Simpelveld, 1295), Merriete van de Kemenaden (1369).
Met het kasteel de Kemnade bij Wijnbergen (graafschap Zutphen, thans gemeente Montferland, Gelderland) en het adellijk geslacht Van (der) Kem(e)nade dat er zijn naam aan ontleende heeft de Brabantse familie, anders dan de etymologie van de naam, niets van doen. Deze adellijke familie voerde als wapen in keel een halve vlucht van zilver. Hiertoe behoorden Willem van Kemnade, vermeld in 1306 en Jan van Kemnade (Johan van de Kemnade), zegelbewaarder van hertog Eduard van Gelre, die in 1351 vermeld wordt als Johannes de Caminata. Er bestonden en bestaan diverse (niet-verwante) geslachten van vergelijkbare naam, met uiteenlopende wapens.

## Korte geschiedenis
De grondlegger van het al snel bloeiende textielconcern was Louis van Kimmenade (Ludovicus Godefridus van de Kimmenade) (1901-1981). Deze selfmade man wist zich - zoon van een fabrieksarbeider - op te werken tot adjunct-directeur van Hatéma N.V. De Wit’s Textielnijverheid te Helmond (1935). Eind 1943 nam hij ontslag vanwege meningsverschillen met de directie. In 1948 was hij medeoprichter van de N.V. (later B.V.) Brabantse Textielmaatschappij Artex. Deze textielonderneming te Aarle-Rixtel was aanvankelijk gespecialiseerd in de productie van meubel- en gordijnstoffen. Louis van de Kimmenade werd in 1947 berecht door de Zuiveringsraad voor het Bedrijf omdat hij "op groote schaal Duitsche orders aanvaard en uitgevoerd [zou] hebben, zich ingespannen [zou] hebben om die orders te verkrijgen, voorrang aan de bewerking er van verleend hebben, een twee ploegenstelsel ingevoerd hebben om de arbeidsprestatie te verhoogen en enkele Duitsche employé’s ingeschakeld hebben, die moesten zorgen voor het contact met Duitsche instanties en autoriteiten." Van de Kimmenade werd voor een jaar ontzet uit een leidinggevende functie in de textielindustrie "voor zijn aandeel in en betrokkenheid bij de economische collaboratie".
Uit Artex ontstond de Van de Kimmenade Groep, met diverse textielfabrieken in Brabant en Limburg. Het hoogtepunt kende het concern in de  jaren zestig, toen de onderneming uit meer dan tien fabrieken bestond en duizenden mensen personeel in dienst had; in Noord-Brabant betekende dit een oplossing voor de grote werkloosheid.
Na verkoop en liquidatie van al hun (Nederlandse) textielfabrieken is het grootste deel van het familiekapitaal vermoedelijk naar het buitenland verdwenen. Het huidige vermogen van de familie is onbekend. De familie is tegenwoordig nog maar zeer beperkt actief in de textielindustrie, wel in het vastgoed. Loet van Kimmenade, voordien getrouwd met de overleden dochter van politicus Frans-Joseph van Thiel (oud minister en oud tweede kamer voorzitter), is voorzitter van de "Contactgroep Directeuren Textielbedrijven Eindhoven e.o.", zijn voorganger was Ad Wittgen.
De familie kwam in 1999 uitgebreid in het nieuws bij de ontvoering van Joannes van de Kimmenade in Helmond. Ook het gevoerde proces bij de Hoge Raad, waarbij het arrest Kimmenade Nederland BV/Waijer een begrip werd bij arbeidsrechtelijke aansprakelijkheid bij schade van werknemers zorgde voor publiciteit.
Een kleinzoon van Louis, Alexy van de Kimmenade werd in 2007 uitgeroepen tot meest begeerde vrijgezel van Engeland. Hij woont op het landgoed van zijn Belgische moeder, Pinky gravin le Grelle (voorheen echtgenote van Wim van de Kimmenade), in Cornwall. Het programma Dirty Cows zond een serie van 10 delen over hem uit op "Living", wat werd gepresenteerd door Tara Palmer-Tomkinson. Ook werd het programma in België op Vitaya uitgezonden. De oudere broer van Alexy, Roderick van de Kimmenade was een belofte voor de toekomst op autorensport.

## Van de Kimmenade Groep
- In 1944 werd Artex te Aarle-Rixtel opgericht door Louis van Kimmenade.[5] Dit bedrijf legde zich toe op de productie van meubel- en gordijnstoffen.
- In 1959 werd Wijnand Janssens B.V. te Oosterhout overgenomen.
- In 1960 werd Elias-Erens te Tilburg overgenomen.
- In 1963 werd N.V. H. Eycken & Zoon te Geldrop overgenomen. De 70 werknemers werden ontslagen en de productie werd naar De Rooij-Van Dijk te Tilburg overgebracht.
- In 1963 werd Textielfabriek Polsterholt te Posterholt voor de productie van kunstzijdestoffen overgenomen.
- In 1964 vielen 25 ontslagen bij de strijkgarenspinnerij van De Rooij-Van Dijk. Slechts de weverij ging te Tilburg verder onder de naam van H. Eycken.
- In 1969 werd de Hollandse Textiel Industrie (H.T.I.) te Goirle overgenomen.
- In 1974 sloot Elias-Erens in Tilburg de poorten.
- In 1976 werd surséance van betaling verleend aan H.T.I. Een deel ging verder als Goirle Textiel B.V., maar in 1977 ging ook deze fabriek dicht.
- In 1990 werd Artex verkocht aan Hunter Douglas en de Van de Kimmenade Groep een vastgoedmaatschappij.
- In 1987 werd de Groep verkocht aan het Britse Yule Catto.
- In 2000 verkocht Yule Catto de Groep aan de Ierse bouwgroep CRH.
- In 2005 werd de groep teruggekocht door onder meer Dr. Maarten van de Kimmenade. De groep is nog steeds actief, zij het niet meer in de textielsector.

Bovenvermelde lijst is niet volledig. De Van de Kimmenade's beheerden via diverse holdings nog andere fabrieken; de "Van de Kimmenade Groep" was echter het bekendst.

## Fabrieken in Nederland
Fabrieken bezat familie Van de Kimmenade onder andere in: Tilburg, Goirle (door onder andere de overname in 1960 van Elias en Wijnand Janssens), Mierlo (fabriek: "Milo"), Aarle-Rixtel (nu gemeente Laarbeek), Weert, Roermond en Heerlen.

## Trivia
- Het wapen dat door de familie wordt gevoerd vertoont in de bovenste helft in blauw een opkomende gezichtszon van goud en in de onderste helft in groen een rotsachtig landschap met enig struikgewas. Dit wapen is te zien op een gebrandschilderd raam in de Sint-Janskathedraal in 's-Hertogenbosch, geschonken door Joannes Petrus van Kemenade (1798-1880), koopman in koloniale waren in die stad. De hier behandelde familie stamt niet van deze wapenvoerder af en op welke wijze (en in hoeverre) er verwantschap mee bestaat is onduidelijk.
- Martinus van de Kimmenade (1892-1972) was een gekende priester uit Vlierden.
- Dr. Maarten van de Kimmenade, die niet in een rechte lijn afstamt van Louis van Kimmenade, nam in de jaren zestig het bedrijf van zijn vader over (uitgezonderd de textielfabrieken). Na de verkoop van het bedrijf werd het beroep van psycholoog zijn bestemming. Hij heeft vandaag de dag nog wel aandelen in de "Van de Kimmenade Groep".

## Externe bronnen
- De Nederlandse historicus A.J. Gevers, bracht in 2007 een boek uit getiteld: "Mensen van Adel", waarbij een hoofdstuk noemt: "Riddermatigheid en havezaten in Twente. De familie Van der Kemenade en haar huizen te Albergen (veertiende-zeventiende eeuw)", welke in samenwerking met Jan Wigger werd geschreven.
- De Nederlandse historicus J.C.G.W. (Jean) Coenen, bracht in 1978 een boek uit getiteld: "Die men heĳt van Kĳmenaden. De oorsprong van het geslacht Van Kimmenade/Kemenade in het kader van de geschiedenis van Son".